# 亀山敬司
亀山 敬司（かめやま けいし、1961年3月12日 - ）は、日本の実業家。DMM.comグループ創業者、現DGホールディングス会長、合同会社DMM.com 会長 兼 CEO、株式会社DMM.com Base 代表取締役会長。フリージャーナリストの高橋篤史は「アダルトビデオ界の大物」と評している。
「アダルトビデオ界の大物」と評されるが、「当たったのがたまたまAVだっただけ」でアダルト業界にこだわりや思い入れはないと語る。
かつてはメディアへの露出が極端に少ないことで知られていた。2014年ごろから積極的にインタビューに応じるようになったが、顔写真の公開は許していない。
実姉は、DMM.com Baseの専務取締役兼蕎麦屋「権兵衛」の経営者の霜下順子。

## 来歴
石川県加賀市出身。実家は商家で、海の家、飲食店、カメラ屋など多くの事業を試みていた。1979年に石川県立大聖寺高等学校を卒業。高校では登山部や柔道部などに参加し、授業中は寝ていることが多かったという。
高校卒業後は税理士を志して上京し、大原簿記専門学校に入学するが、税務に関心が持てず中退。19歳の時、東京都六本木の外国人露天商に師事し、以後、六本木、原宿など都内の他、青森ねぶた祭など様々な場所でアクセサリーの露天販売を手掛けた。

### レンタルビデオ店の開業
1983年、妊娠した姉から喫茶店の営業を手伝ってほしいと請われ、24歳で帰郷。のちにDMM.com Baseとなる会社の経営に参加。喫茶店と雀荘、プールバー、旅行代理店などの経営を経て1980年代後半にレンタルビデオ店を開業したところ成功し、周辺のレンタルビデオ店を吸収して5店舗ほど運営をするなど業容を拡大させた。やがて、空手家の浜井識安が経営し、北陸地方のレンタルビデオ業界で圧倒的なシェアを誇っていた株式会社ビデオシティ（のちにゲオに吸収合併）が加賀に進出することとなり、対抗できないと感じた亀山は、浜井に「フランチャイズになりますから、加賀に来ないで下さい」と直談判し、独立性を保ったままビデオシティの傘下となった。その後もTSUTAYAの出店計画に対して六本木ヒルズのTSUTAYAを参考にした大型店舗を建てるなど加賀市でのレンタルビデオシェア一位を守り続けた。

### アダルトビデオビジネスへの進出
映画『バック・トゥ・ザ・フューチャー PART2』を見てレンタルビデオ店の消滅を予見した亀山は、店舗にとらわれない映像制作（コンテンツ事業）に照準を定め、ビデオレンタル店の利益の範囲内で、1本数百万円で制作できるアダルトビデオの版権ビジネスへ進出。部下一人を東京にアダルトビデオの版権を買い付けに行かせ、それをビデオレンタル店に卸した。
1990年にファミコン店のフランチャイズを行う目的で北都を設立したのち、アダルトビデオの販売会社に業種転換。セルビデオブームを受けてビデオ店の住所にビデオ100本を送って3ヶ月後に売れ残ったビデオを返品してもらう「富山の薬売り方式」と呼ぶ委託販売形式による卸売業を通さない販売ルートの確保や、販売時点情報管理システム (POS) の無償配布によるいち早い導入で事業を拡大した。

### DMM.com創業
インターネット黎明期であった1998年、松栄立也（のちにDMM.com社長）をITの責任者として採用し、同年7月にKC物流センターでインディーズAVのネット配信事業「DMM」を開始した。DMMはAV動画配信から始まり通販、ライブチャット、オンラインコミック（同人）、同人ゲームのダウンロード、オンラインビデオレンタルなどの様々なネットサービスを展開。
1999年再上京した亀山の自宅に国税局の捜査が入り北都役員の横領が発覚、横領した役員は最初にアダルトビデオの版権買付を命じた部下だった、横領した役員を刑事告訴しないという条件で追徴課税を支払った。
1999年11月には、加賀市に株式会社デジタルメディアマート（現：合同会社DMM.com）を設立した。2000年4月にDMMのシステム開発会社の株式会社ドーガ（DooGA、後の株式会社DMM.comラボ）を設立し、代表取締役社長に就任。2003年7月には一般向け動画・ゲーム・電子ブック配信サイト「DMM.com」開設。

### DMMの事業の多角化
アダルトコンテンツ事業で蓄積した内部留保を背景に多角化を進める。2009年の外国為替証拠金取引(FX)事業への参入を皮切りに、太陽光発電事業、オンラインゲーム事業、モバイル（MVNO）事業、ロボット事業など様々な分野に進出した。またVRシアターやDMMプラネッツなどの施設展開も行っている。
2010年には自らの発案でクーポン事業とペニーオークション事業を開始したが、翌年に撤退。時代に即した事業のアイデアが出せなくなったと感じ、事業計画を持ち込んだ起業家と契約を結んで資金と人材を提供する「亀チョク」という制度をDMMに導入する。この制度からオンライン英会話（DMM英会話）、3Dプリント（DMM.make）、オンラインゲーム「艦隊これくしょん -艦これ-」などの事業が始まった。
2016年にはDMM.Africaを立ち上げ、アフリカでの新事業をスタートさせた。

### DMMのホールディングス化
2016年12月DMMを本物のテクノロジー企業にする為、株式会社DMM.comの社長にピクシブ株式会社創業者の片桐孝憲を指名し、2017年1月4日に株式会社DMM.com及び株式会社DMM.comラボ代表取締役に片桐孝憲が就任した。
2016年12月ホールディングス体制に先立ちAV映像制作会社の株式会社CAの全株式を売却。
2017年2月DMMホールディングス（現 株式会社DGホールディングス）を設立し会長に就任、同年5月DMM.com Base（旧北都観光、旧KC）からDMMグループ各社の管理部門業務を株式会社DMMホールディングスへ移管し持ち株会社制に移行した。
2017年から私塾のDMMアカデミーもスタートし校長に就任。2018年4月非大卒向けの人材育成事業「ヤンキーインターン」を運営する株式会社ハッシャダイを買収し、GTK( Great Teacher Kameyama )に就任。
2018年にDMMグループは、株式会社DMM.comのゲーム事業とアダルト事業の分社化、株式会社DMM.comの合同会社化、合同会社DMM.comと株式会社DMM.comラボの合併、株式会社DGホールディングスによる株式会社ティーアイエスの連結化等の組織変更を行った。2018年は、ライブ配信アプリ『DMM LIVEcommune』『CHIPS』のサービス終了、家事代行サービス『DMM Okan』の終了、株式会社バンクの売却、仮想通貨マイニング事業からの撤退、仮想通貨取引アプリ「cointap(コインタップ)」のリリース中止など新規事業の撤退が目立った年だった。

### DMM.com代表に復帰
2019年2月には、合同会社DMM.com 会長 兼 CEOに就任し、DMM.comの代表に復帰した。

## 連載
- DMM亀山会長に聞いてみた。かめっち会長の相談室（2017年1月 -、文春オンライン）
- DMM.com会長・亀山敬司対談ノート（2014年11月 - 2015年12月、デイリーニュースオンライン）

## 講演
- （IVS 2016 Fall Kyoto、2016年12月7日) トークセッション「自己資本経営論（外部資本なんてイラナイ？）」
- （G1カレッジ2017、2017年12月3日) トークセッション「世界の模範となる日本の若きリーダー」
- （IVS 2018 Winter Kanazawa、2018年12月17日) トークセッション「資本主義に未来はあるのか？」
- （ポスト2020のスタートアップ、2019年4月8日) トークセッション「スタートアップ業界の変遷と未来予測」
- （U-25 kansai pitch contest in TOKYO、2019年9月6日) トークセッション「今U-25で起業するなら何をする -先輩起業家からのアドバイス-」

## 出演

### テレビ番組
- NHK BS1「ニッポン発！世界ビジネスの先駆者たち」（2016年1月3日[33]）
- NHK BSプレミアム「レギュラー番組への道 ワケあって顔出せません 「CASE1年商2640億円の男」」（2022年1月7日[34]）

### ネット番組
- フジテレビオンデマンド「ハミダシター」（2017年1月18日）

### ラジオ番組
- Bayfm「THE PRESENT」（2015年6月25日[35]）
- J-WAVE「Jam the WORLD」（2016年6月13日）
- J-WAVE「WITH」（2017年2月3日）
- TOKYO FM「空想メディア」（2017年5月7日・5月14日 [36]）
- TOKYO FM「高橋みなみの これから、何する?」（2017年6月12日）
- J-WAVE「INNOVATION WORLD」（2017年7月14日[37]）
- ニッポン放送「阿部亮のNGO世界一周！」（2018年3月21日[38]）
- 文化放送「浜松町イノベーションカルチャーカフェ」（2020年2月18日[39]）
- ラジオ日本「トレンドビスステーション」（2021年12月20日）
- 文化放送「ロンドンブーツ1号2号 田村淳のNewsCLUB」（2022年7月2日）